# Sofra

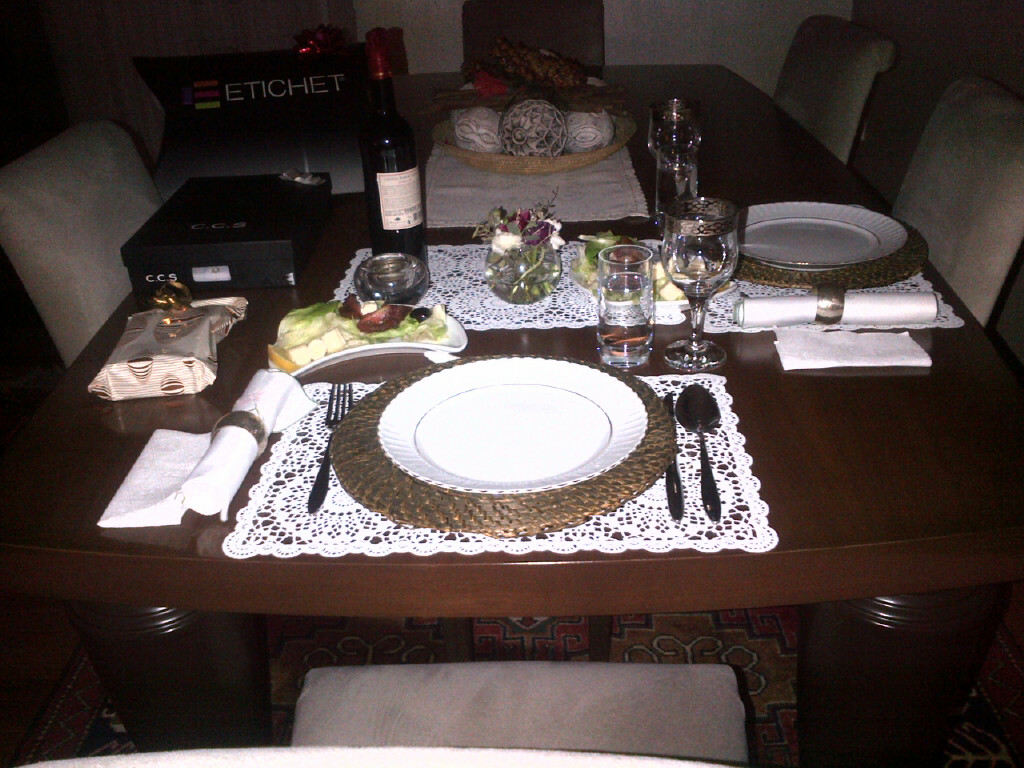
Sofra contemporanea per due

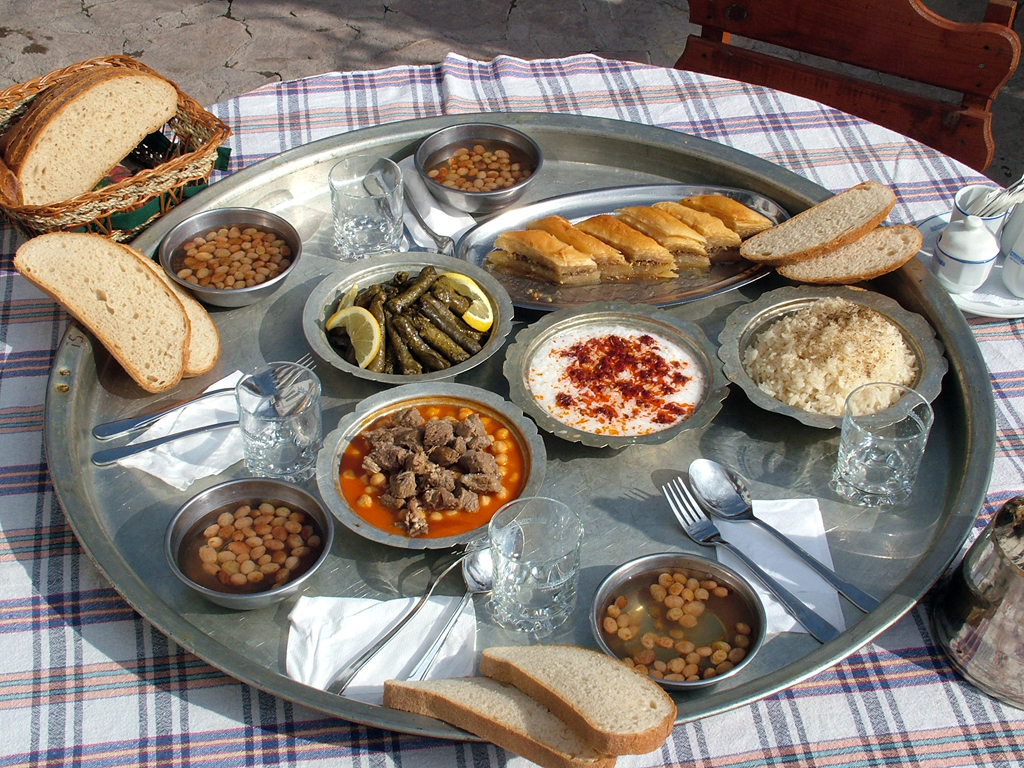
"Yer sofrası" (su di un sini) a Beypazarı, Ankara

Sofra è, all'interno della cultura turca e albanese, una tavola (in turco masa) preparata per mangiare. La parola sofra è usata anche, come "yer sofrası", quando si mangia seduti per terra (in turco: yer) con un "sini" (grande vassoio rotondo) posto su un apposito supporto (chiamato "kasnak") o su una specie di basso tavolo di legno, usato sia per preparare la yufka che come sofra, coperta in questo caso con una tovaglia .

## Etimologia
La parola sofra, in turco, deriva dall'arabo (سفرة sufre), che significa vassoio per mangiare (in turco: "sini").

## Storia
In passato, quando un Khan dava un banchetto, era tradizione che una volta terminato il pasto, gli ospiti potessero portare via le posate d'oro e d'argento e le preziose tovaglie utilizzate.

### Chilingir sofrasi
In Turchia, quando una sofra viene preparata con cura, soprattutto per bere rakı e mangiare meze, viene chiamata "çilingir sofrası".